# Festival narečnih popevk 2010
41. festival narečnih popevk je potekal 12. septembra 2010 v Slovenskem narodnem gledališču Maribor. Vodila ga je Lara P. Jankovič. Nastopilo je 12 izvajalcev:
| #   | Izvajalec           | Naslov pesmi         | Narečje             | Avtor glasbe               | Avtor besedila            | Avtor aranžmaja    | Št. tel. glasov | Uvrstitev |
| --- | ------------------- | -------------------- | ------------------- | -------------------------- | ------------------------- | ------------------ | --------------- | --------- |
| 1.  | Blaž Drobnak        | Mari, Mari           | gorenjsko           | Edvin Fliser               | Metka Ravnjak - Jauk      | Lojze Krajnčan     | 778             | 7.        |
| 2.  | Dušan Sadar         | Lejta                | suhokrajinsko       | Matej Kocjančič            | Matej Kocjančič           | Slavko Avsenik ml. | 805             | 6.        |
| 3.  | Starši ensemble     | Uči utrük            | primorsko           | Silvia Pierotti            | Damiana Kobal             | Lojze Krajnčan     | 59              | 12.       |
| 4.  | Maja Oderlap        | Jager muzikant       | štajersko           | Domen Kumer                | Metka Ravnjak - Jauk      | Igor Podpečan      | 1344            | 3.        |
| 5.  | Skupina Rom Ton     | Vrba                 | prekmursko          | Jožef Kramberger           | Jožef Kramberger          | Grega Forjanič     | 209             | 11.       |
| 6.  | Folkrola            | Fujtenudl            | koroško             | Samo Javornik              | Samo Javornik             | Lojze Krajnčan     | 502             | 9.        |
| 7.  | Ela                 | Najlepši pušlc       | štajersko (prleško) | Raay                       | Jože Ekart                | Grega Forjanič     | 718             | 8.        |
| 8.  | Prifarski muzikanti | N' spumlad           | dolenjsko           | Žiga Bižal                 | Žiga Bižal                | Grega Forjanič     | 1569            | 1.        |
| 9.  | Skupina Dežur       | Šokica               | belokranjsko        | Janez Doltar, Roman Gačnik | Fanika Požek, Slavko Plut | Tomaž Grintal      | 490             | 10.       |
| 10. | Skupina Crescendo   | Prleška napitnica    | prleško             | Boris Rošker               | Miroslav Slana - Miros    | Lojze Krajnčan     | 1036            | 5.        |
| 11. | Ansambel Donačka    | Lubejzn, čüdna stvar | štajersko           | Igor Podpečan              | Tone Gaberšek             | Igor Podpečan      | 1103            | 4.        |
| 12. | Zaka' pa ne         | Mlejku               | dolenjsko           | Alenka Pristov             | Alenko Pristov            | Primož Grašič      | 1379            | 2.        |

### Nagrade
Najboljša skladba po izboru občinstva
- N' spumlad (Žiga Bižal) − Prifarski muzikanti

Najboljša skladba po izboru žirije
- Prleška napitnica (B. Rošker/M. Slana) − Skupina Crescendo

Nagrade za najboljša narečna besedila
- 1. nagrada: Žiga Bižal za N' spumlad (Prifarski muzikanti)
- 2. nagrada: M. Slana za Prleška napitnica (Skupina Crescendo)
- 3. nagrada: M. Ravnjak - Jauk za Mari, Mari (Blaž Drobnak)